# Coronilla coronata
La cornetta coronata (Coronilla coronata L., 1759) è un arbusto di medie proporzioni con racemi di fiori gialli, appartenente alla famiglia delle Fabacee.

## Etimologia
Il nome del genere (Coronilla) venne definito dal botanico francese Joseph Pitton de Tournefort (5 giugno 1656 - 28 dicembre 1708) il primo a dare una chiara definizione del concetto di genere nella classificazione dei viventi. Questo nome deriva dalla curiosa disposizione dei fiori (appunto a “piccola corona”) alla fine del peduncolo. Anche L'epiteto specifico deriva da questa particolarità morfologica.

La prima pubblicazione  scientifica della specie è stata fatta da Linneo nel 1759.

I tedeschi chiamano questa pianta Berg-Kronwicke; mentre i francesi la chiamano Coronille en couronne.

## Descrizione

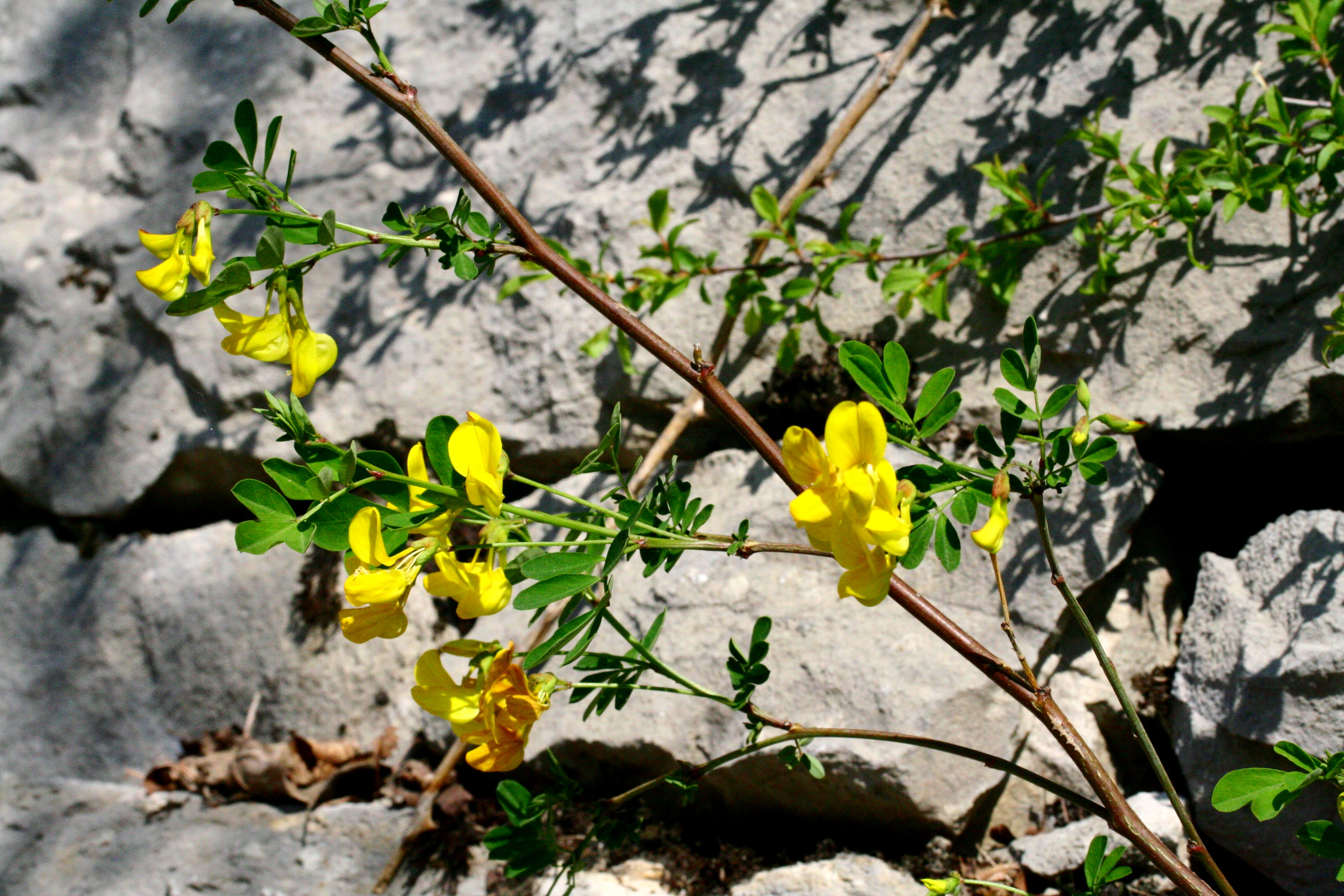
Il portamento
Località Pasa, Sedico (BL), 356 m s.l.m. - 14/4/2007

Si tratta di una pianta piccolo-arbustiva e perenne. Le sue  dimensioni medie oscillano fra 30 e 60 cm. La forma biologica è del tipo camefita suffruticosa (Ch suffr), sono quindi piante perenni e legnose alla base, con gemme svernanti poste ad un'altezza dal suolo tra i due ed i 30 cm dove le porzioni erbacee seccano annualmente e rimangono in vita soltanto le parti legnose.

### Fusto
Il fusto è legnoso, mentre i suoi rami sono prostrati o ascendenti. Quelli bassi sono glabri e pruinosi.

### Foglie
Le foglie sono imparipennate con 3 – 4 segmenti per lato, più uno centrale. La forma dei lobi è ellittica o obcuneata. Dimensione dei lobi più grandi: larghezza 10 – 15 mm, lunghezza 16 – 28 mm.

### Infiorescenza
L'infiorescenza si compone di una decina è più di fiori (12 - 20)  giallognoli disposti ad ombrella su pedicelli di 4 – 6 mm. Il peduncolo dell'infiorescenza è lungo 6 – 10 cm, mentre il diametro dell'ombrella è di 2,5 cm.

### Fiori

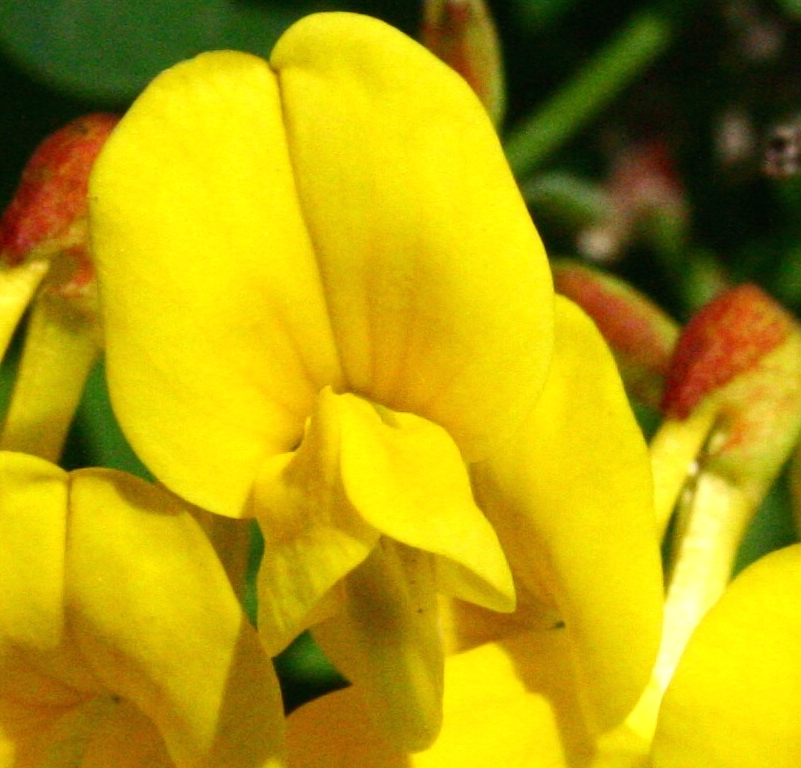
Il fiore
Località Pasa, Sedico (BL), 356 m s.l.m. - 14/4/2007

I fiori sono ermafroditi, pentameri, zigomorfi, eteroclamidati (calice e corolla ben differenziati) e diplostemoni (gli stami sono il doppio dei petali). I fiori sono lunghi dai 7 a 10 mm.
- Formula fiorale:

K (5), C 3+(2), A (9)+1, G 1 (supero)
- Calice: il calice è gamosepalo ed ha un tubo conico lungo quanto largo sormontato da 5 denti brevi e ottusi. Lunghezza del tubo: 2 mm; lunghezza dei denti: 1 mm.
- Corolla: la corolla è dialipetala del tipo papilionaceo:  ossia è presente un petalo centrale più sviluppato degli altri e ripiegato leggermente all'indietro (= vessillo) di forma spatolata; due petali intermedi (= ali) sono liberi e in posizione laterale e possono essere di forma obovata o oblunga; mentre gli altri due rimanenti, inferiori, (= carena) sono concresciuti e incurvati e contengono l'androceo e il gineceo. Dimensione del vessillo : 7 – 9 mm; lunghezza delle ali: 7 mm.
- Androceo: gli stami sono 10 e sono diadefi (9 saldati insieme e uno libero).
- Gineceo: lo stilo è unico e su un ovario supero formato da un carpello uniloculare. Lo stigma è apicale.
- Fioritura: la fioritura avviene fra maggio e giugno.
- Impollinazione: l'impollinazione è di tipo entomofila (tramite insetti).

### Frutti
Il frutto è un lungo legume arcuato suddiviso in diverse logge “monosperme” (con un solo seme)  con una tipica strozzatura tra loggia e loggia e un rostro nella parte apicale del frutto. I semi sono oblunghi. Questo frutto è deiscente attraverso due linee di sutura. Lunghezza del legume: 1,5 – 3 cm.

## Distribuzione e habitat
- Geoelemento: il tipo corologico (area di origine) è Sud Est – Europeo/Pontico/Montano.
- Distribuzione: in Italia questa specie è diffusa solo al nord, in particolare nelle seguenti province alpine: Torino  e da Como fino a Udine. Oltre alle Alpi si trova sui seguenti rilievi: Massiccio del Giura, Alpi Dinariche e sui Carpazi. Nel resto dell'Europa si trova nelle zone centrali e sud-orientali. Fuori dall'Europa si trova nel  Caucaso e nell'Asia occidentale temperata (Iran, Siria, Turchia)
- Habitat: l'habitat tipico di queste piante sono i prati aridi; ma anche i margini dei boschi, arbusteti meso-termofili  e querceti sub-mediterranei. Il substrato preferito è calcareo con pH basico e basso livello nutrizionale del terreno in ambiente secco.
- Distribuzione altitudinale: queste piante si possono  trovare fra i 100 e 1000 m s.l.m., frequentano quindi la fascia collinare e montana.

## Fitosociologia
Dal punto di vista fitosociologico la specie di questa scheda  appartiene alla seguente comunità vegetale:
Formazione : comunità delle macro- e megaforbie terrestri
Classe : Trifolio-Geranietea sanguinei
Ordine : Origanetalia vulgaris
Alleanza : Geranion sanguinei

## Tassonomia
Coronilla coronata appartiene alla sottofamiglia delle Faboideae e alla tribù delle Loteae; all'interno del genere appartiene alla sezione delle Eucoronilla caratterizzata da specie arbustive perenni, con foglie imparipennate e con l'unghia dei petali sub-eguale al calice (le altre due sezioni sono Arthrolobium e Emerus).

### Specie simili
Molte sono le specie che a prima vista possono essere scambiate per questa pianta sia dello stesso genere:
- Coronilla minima L. - Cornetta minima: si differenzia in quanto i segmenti delle foglie sono decisamente sessili e le stipole sono ridottissime (1 mm) e persistenti;
- Coronilla vaginalis L. - Cornetta guainata: l'infiorescenza è composta da un numero minore di fiori (4 – 6), ma l'evidenza maggiore è nel margine delle foglie che è membranoso, quasi traslucido e chiaro;

ma anche di generi diversi come:
- Lotus corniculatus L. - Ginestrino: ha un portamento più prostrato e i fiori sono più isolati;

oppure:
- Hippocrepis comosa L. - Sferracavallo comune: si distingue per i segmenti delle foglie più lineari, ma soprattutto per la forma del legume (il frutto) che è zigzagante.